# 物理學分支

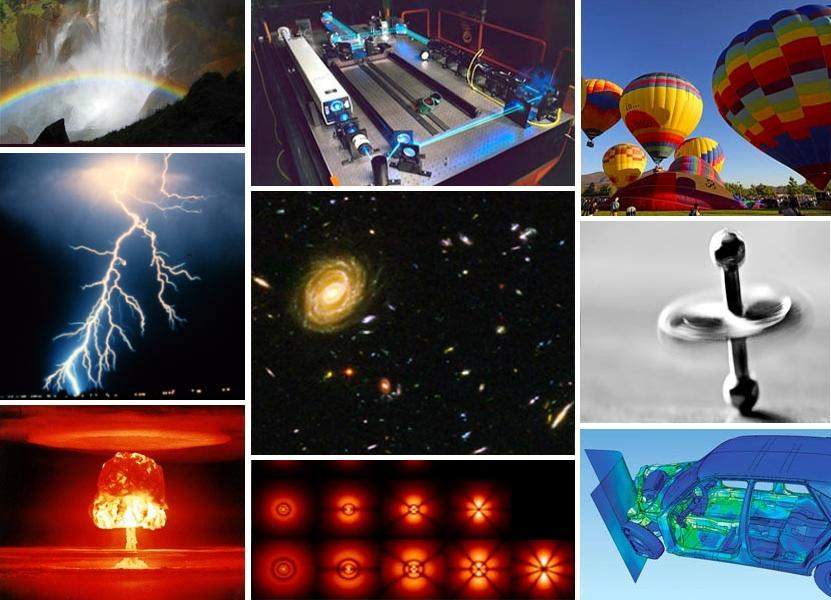
各種不同的物理現象

物理學是一種自然科學，注重于研究物質、能量、空間、時間，尤其是它們各自的性質與彼此之間的相互關係。物理學是關於大自然規律的知識；更廣義地說，物理學探索分析大自然所發生的現象，以了解其規則。

## 核心理論
雖然物理學的研究範圍十分廣泛，但有些理論仍常被物理學者使用到，這些理論都已經過做實驗多次檢驗，被證實為大自然的正確近似（可以適用於某設定值域內）。例如，經典力學的理論能夠準確地描述物體的運動，前提是物體必須滿足尺寸遠大於原子、速度超小於光速這兩個條件。經過多年的研究后，這些核心理論仍舊是很熱門的研究領域。例如，二十世紀後半期，即在艾薩克·牛頓原本表述經典力學整整三個世紀之後，學者發現與創建了混沌理論，一門非線性系統相關經典力學理論。這些核心理論大致包括於經典力學、量子力學、原子物理學、分子物理學、熱力學、統計力學、電磁學、光子學、相對論、宇宙學及天文學等等基礎物理學領域，是進階研究的重要工具。任何物理學者，不論專長領域為何，通常都需要熟讀精通這些理論。
| 基礎領域                   | 重要主題                                                                                               | 重要概念                                                                                             |
| -------------------------- | --- | --- |
| 經典力學                   | 牛頓運動定律、拉格朗日力學、哈密頓力學、運動學、靜力學、動力學、聲學、流體力學、連續介質力學、混沌理論 | 時間、空間、轉動、位移、速度、加速度、質量、力、力矩、動量、角動量、能量、功、功率、振動、波、振動學 |
| 電磁學及光子學             | 電學、磁學、電動力學、光學                                                                             | 電荷、電流、電導、電阻、電場、磁場、磁通、電磁場、電磁感應、電磁輻射、電磁波                         |
| 熱力學和統計力學           | 熱機、分子運動論                                                                                       | 溫度、熱量、内能、自由能、熵、壓力、配分函數、熱力學平衡、態函數、漲落、相、相變                     |
| 相對論                     | 狹義相對論、廣義相對論、愛因斯坦場方程                                                                 | 時空、引力場、引力波、四維動量、勞侖兹變換、相對性原理、等效原理、協變性                             |
| 量子力學、原子及分子物理學 | 舊量子論、矩陣力學、波動力學、量子場論、相對論量子力學                                                 | 波函數、哈密頓量、全同粒子、自旋、波粒二象性、不確定原理、零點能、量子、量子化、能級                 |

## 研究領域
現代物理研究大致分類為天文物理學、原子物理學、分子物理學、光波物理學、粒子物理學、 凝聚態物理學等等。有些大學的物理系也支持物理教育研究。自二十世紀以來，物理學的各個領域越加專業化，大多數物理學家的整個職業生涯只專精於一個領域，像阿爾伯特·愛因斯坦和列夫·朗道這樣的全才大師現在已寥若晨星。
物理學研究領域、分支領域和涉及的主要理論與重要概念：

| 研究領域               | 分支領域 | 主要理論 | 重要概念 |
| ---------------------- | --- | --- | --- |
| 天文物理學             | 天文學、 天体测量学、 宇宙学、 引力物理學、 高能天文學、 行星科學、 天文物理學、 太陽物理學、 太空物理學、 恒星物理学                                                                                 | 大爆炸、 宇宙暴脹、 廣義相對論、 牛頓萬有引力定律、 ΛCDM模型、 磁流體力學 | 黑洞、 宇宙微波背景輻射、 宇宙弦、 暗能量、 暗物质、 星系、 引力、 引力波、 引力奇點、 行星、 太阳系、 恒星、 超新星、 宇宙                                                                           |
| 原子、分子和光波物理學 | 原子物理学、 分子物理学、 原子和分子天文物理學、 光物理學、 光子学 | 量子光学、 量子化学、 量子資訊學 | 光子、 原子、 分子、 衍射、 電磁輻射、 雷射、 偏振、 譜線、 卡西米爾效應 |
| 粒子物理學             | 核子物理學、 核子天文物理學、 天体粒子物理学、 粒子物理現象學 | 標準模型、 量子場論、 量子電動力學、 量子色動力學、 電弱理論、 晶格場論、 晶格規範理論、 规范场论、 超对称、 大统一理论、 超弦理論、 M理論                                                            | 引力交互作用、 電磁交互作用、 強交互作用、 弱交互作用、 基本粒子、 自旋、 反物质、 自發對稱性破缺、 微中子振盪、弦、 量子引力、 萬有理論、 真空能量                                                   |
| 凝聚態物理學           | 固體物理學、 高壓物理學、 低溫物理學、 表面物理學、 奈米科技、 高分子物理 | BCS理論、 布洛赫波、 密度泛函理論、 費米氣體、 費米液體、 統計力學 | 气体、 液体、 固体、 玻色–爱因斯坦凝聚、 電傳導、 声子、 磁、 自我組織、 半導體、 超導體、 超流體、                                                                                                   |
| 应用物理学             | 加速器物理學、 声学、 生物物理學、 工程物理學、 流體力學、 地球物理学、 材料科學、 醫學物理、 光電工程、 太陽能光伏、 物理化學、物理學、 固體物理學、 量子化學、 量子電子學、 量子資訊學、 車輛動力學 | 加速器物理學、 声学、 生物物理學、 工程物理學、 流體力學、 地球物理学、 材料科學、 醫學物理、 光電工程、 太陽能光伏、 物理化學、物理學、 固體物理學、 量子化學、 量子電子學、 量子資訊學、 車輛動力學 | 加速器物理學、 声学、 生物物理學、 工程物理學、 流體力學、 地球物理学、 材料科學、 醫學物理、 光電工程、 太陽能光伏、 物理化學、物理學、 固體物理學、 量子化學、 量子電子學、 量子資訊學、 車輛動力學 |